# Holcosus orcesi
Holcosus orcesi là một loài thằn lằn trong họ Teiidae. Loài này được Peters mô tả khoa học đầu tiên năm 1964. Đây là loài đặc hữu của Ecuador.

## Từ nguyên
Tên loài, orcesi, được đặt để vinh danh nhà bò sát học người Ecuador Gustavo Orcés.

## Môi trường sống
Môi trường sống ưa thích của H. orcesi là vùng cây bụi ở độ cao 1,250–1,700 m (4,10–5,58 ft).

## Sinh sản
H. orcesi là động vật đẻ trứng.